# キンバー・リー
キンバリー・フランクル（Kimberly Frankele、1990年6月27日 - ）は、アメリカ合衆国のプロレスラー。ワシントン州シアトル出身。
キンバー・リー（Kimber Lee）、プリンセス・キンバリー（Princess KimberLee）のリングネームで知られる。

## 来歴
CZWが運営するCZWアカデミーでプロレスの練習を始める。2011年、同アカデミー初の女子卒業生となりキンバー・リーのリングネームが与えられる。 10月9日、CZW初試合としてAustin Uzzieとのミックスファイトで勝利。
2012年4月、WSU初参戦でJ-Cupトーナメントにエントリーするがアテナに敗れる。同月にはアニー・ソーシャルとタッグを結成。しかし、初戦はRick Cataldo and Ezave Suenaに敗れてしまう。ソーシャルとのタッグは Chicks Using Nasty Tacticsと名付けられる。
5月13日、REINAで初来日を果たし、上林愛貴とシングルで対戦も敗れる。
2013年1月、Shine初参戦もニッキー・ロックスに敗れる。
チェリーボムとタッグを結成。当初はTeam Combat Zoneと呼ばれていたが、後にThe Kimber Bombsに改名。
4月、Shimmer 53にてSHIMMER初参戦。
10月、The Kimber Bombsで3G（ケリー・スケーター&中川ともか)の持つSHIMMERタッグ王座に挑むが奪取失敗。
2014年2月8日、WSUタッグチーム王座獲得。
9月、Chikara初参戦。プリンセス・キンバリーを名乗る。
2015年2月21日、Chicks Using Nasty TacticsでWSUタッグ王座返り咲き。
3月6日、Shine 25にてThe Kimber BombsとしてShineタッグチーム王座獲得。
4月11日、The Kimber Bombsは3Gを破りSHIMMERタッグ王座獲得。
12月5日、チカラ・グランド・チャンピオンシップ獲得。
2016年12月15日、アメリカのメジャー団体であるWWEと契約を交わし入団。
2017年1月、育成施設であるWWEパフォーマンスセンターにてトレーニングを開始。
1月14日、傘下団体であるNXTのNXT Liveにてデビューを飾り、ヘイディ・ラブラスと組んでリヴ・モーガン & アリーヤと対戦。敗戦した。
4月12日、NXTにて初登場。ルビー・ライオットと対戦。最後にワインドアップ・オーバーヘッドキックを決められ敗戦。
6月21日、リングネームをアビー・レイス（Abbey Laith）へと変更。
2018年3月8日、WWEより解雇となった。

## 得意技
- Finishing moves
  - Alligator Clutch[23] (Double leg trap rana)
  - Armbar[3]
  - Split-legged jawbreaker[3]
  - Yoshitonic[3] (Leg trap sunset flip powerbomb)

- Signature moves
  - German suplex[23]
  - Hurricanrana[23]
  - Leg lariat[23]
  - Palm strike[24]

## 獲得タイトル
- Chikara
  - チカラ・グランド・チャンピオンシップ (1 time)[16]
- Delaware Championship Wrestling
  - DCWタッグチーム王座 (1 time)[3]
- レガシー・レスリング
  - レガシー女子王座 (1 time)[25]
- MCW
  - MCW女子王座 (1 time)
- SHIMMER
  - SHIMMERタッグ王座 (1 time) – with チェリーボム[15]
- Shine Wrestling
  - Shineタッグチーム王座 (1 time) – with チェリーボム[14]
- WSU
  - WSUタッグチーム王座 (2 times) – with アニー・ソーシャル[2][13]